# Siedlisko (województwo kujawsko-pomorskie)
Siedlisko – osada w Polsce położona w województwie kujawsko-pomorskim, w powiecie sępoleńskim, w gminie Sępólno Krajeńskie.
Do 1954 roku w granicach miasta Sępólno Krajeńskie.
W latach 1975–1998 miejscowość administracyjnie należała do województwa bydgoskiego. Według danych Urzędu Gminy Sępólno Krajeńskie (XII 2014 r.) liczyła 112 mieszkańców.